# 优素福·雅各布
优素福·雅各布（1990年3月14日 -  ）是一名科威特举重运动员，身高1.85米。2010年参加广州亚运会，以280千克的成绩获85公斤级比赛第十一名。